# 扎庫京齊 (博胡斯拉夫區)
49°24′27″N 30°40′42″E / 49.40750°N 30.67833°E
扎庫京齊（烏克蘭語：Закутинці）是位於烏克蘭北部的村莊，由基辅州白采爾克瓦區的梅德文市鎮負責管轄。該村面積1.2平方公里，海拔高度186米，2001年人口359，人口密度每平方公里299.2人。